# Compagnie du chemin de fer de Creil à Saint-Quentin
La Compagnie du chemin de fer de Creil à Saint-Quentin est une société anonyme constituée en 1846 pour reprendre la concession du chemin de fer de Creil à Saint-Quentin. Elle disparait en 1847 dans une fusion avec la Compagnie des chemins de fer du Nord.

## Histoire

### Concession
L'adjudication de la concession du Chemin de fer de Creil à Saint-Quentin du 20 décembre 1845, est approuvée par l'Ordonnance du Roi faite le 29 décembre 1845.

### Création société anonyme
La société anonyme ayant pour dénomination « Compagnie du chemin de fer de Creil à Saint-Quentin » est autorisée et ses statuts approuvés par l'Ordonnance du Roi du 24 avril 1846.

### Fusion
Le traité de fusion entre la Compagnie du chemin de fer de Creil à Saint-Quentin et la Compagnie du chemin de fer du Nord, acte des 2 et 8 mars 1847, sous la présidence d'Alexandre Goüin, est approuvé par l'Ordonnance du Roi faite le 1er avril 1847.